# 绍约帕尔福洛
绍约帕尔福洛，是匈牙利包尔绍德-奥包乌伊-曾普伦州所辖的一个村。总面积7.11平方公里，总人口766，人口密度107.7人/平方公里（2011年1月1日）。